# Don Omar presenta: El Pentagono
El Pentagono è il terzo album in studio del cantante di raggaeton e produttore discografico Don Omar, e pubblicato il 27 marzo 2007. Si tratta di una compilation di alcuni dei brani musicali migliori e più famosi di questo genere.

## Il disco
Questa collezione di calde canzoni dance di alcuni dei cantanti più famosi di reggaeton è diretto dalla superstar di reggaeton Don Omar. Contributo di artisti come Franco "El Gorilla" con "Suave al odio", Joan Y O'Neill con il loro stile militare "Pide mas" e Dalmata che con "Just like sexo" ha dato, in modo piacevole, un'equivoca carica esclusiva.
Negli Stati Uniti è stato certificato disco di platino avendo registrato più di 1 000 000 copie vendute.

## Tracce
1. Easy - Zion/Eddie Dee/Voltio/Tego Calderon/Cosculluela
2. Calm My Nerves - Don Omar
3. Veo - Zion
4. OK - Tego Calderon
5. Vida Loca - Arcangel
6. Mala Es - Jowell & Randy
7. Suave Al Odio - Franco 'El Gorila'
8. Just Like Sexo - Dalmata
9. La Mujer de Mis Suenos - Los Yetson
10. Pide Mas - Joan Y O'Neill
11. Dame de Eso - Andy Boy
12. Ellos Quieren - Cosculluela
13. Yo No Se Porque - John Erick
14. Nosotros Dos - Wibal & Alex
15. Corre Peligro - OG Black
16. El Brindis - Mario VI
17. No Sera lo Mismo - Aniel
18. La Bella Crisis - Alberto Stylee
19. Contigo - High Rollers Family

## Formazione
- Don Omar - voce

Produzione
- El Boy Design, Gravity Blu – direzione artistica
- Revol – produttore esecutivo
- Esteban Piñeiro – mastering
- Mario De Jesús "Marioso" –Missaggio
- Don Omar – produzione